# 王世孫

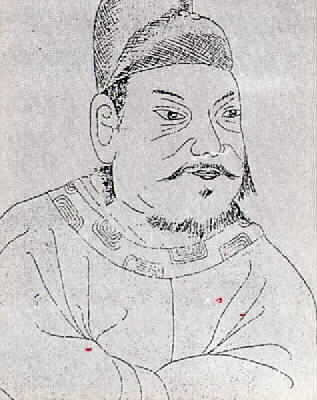
李氏朝鮮の第22代国王正祖。父荘献世子の死後、伯父孝章世子（故人）の養子となり、祖父英祖の没後に即位した。

王 世孫（ワン セソン、おう よまご、朝: 왕세손）は、朝鮮王朝（李氏朝鮮）の世継ぎの敬称。現王から見て、孫の世継ぎのことを指す。
朝鮮王朝の中で王世孫に冊封されたのは、李祘（イサン / 後の朝鮮王朝第22代王正祖）と懿昭世孫（イソセソン / 正祖の同母兄）。
また、琉球王国においても、この語は用いられている。